# Tamás István (író)
Tamás István (Szekszárd, 1932. október 19. – Budapest/Badacsonytomaj, 1998. április 20.) magyar író, újságíró, dramaturg.

## Életpályája
Családja származása Dunaföldvárhoz köthető. A középiskoláit Székesfehérváron és Szekszárdon végezte el. 1956-ban a Budapesti Tudományegyetemen tanári diplomát szerzett. Eleinte a Magyar Nemzet, majd 1963-tól a Népszabadság munkatársa, kritikusa, hosszú ideig Veszprém megyei tudósítója volt. 1989-ben nyugdíjba vonult.

### Munkássága
Az Új Horizont című folyóirat társszerkesztője volt. Írásai az Élet és Irodalom, az Új Horizont és más folyóiratok hasábjain jelentek meg. Szép tárcanovellákat írt, de fő műfaja az irodalmi értékű naplójegyzet volt. 1988-ban a Thália Színház bemutatta A pápa és a császár című drámáját.

## Magánélete
Feleségével, Udvardi Erzsébet (1929–2013) festőművésszel évtizedekig Badacsonytomajon élt, műveinek többségét is ott írta.

## Művei
- Tizenhárom hónap (tanulmány, Budapest, 1977)
- Az esti hajó (emlékezések, esszék; Budapest, 1979)
- 20 éves a Petőfi Színház (1981)
- A pápa és a császár (dráma, 1988)
- Balaton (Kornis Péterrel; Budapest, 1991)
- Vízparton az ember könnyebben felejt (Veszprém, 1992; 2003)
- Koszorú Tatay Sándornak (1992)
- Anno Domini. Egy kortárs feljegyzései 1985-1995 (Budapest, 1995)
- Szent Bernadette (színmű, Veszprém, 1997)
- Macskák és kertek (1998)
- Egy meghívó hátlapjára
- Azt mondta, őt nem fogja a golyó
- A tisztesség körei

## Díjai
- Munka Érdemrend ezüst fokozata (1971)
- Április Negyedike Érdemrend (1986)